# Bibliothek Adolf Brehm
Die Bibliothek Adolf Brehm ist die aus der Privatbibliothek des Schweizers Adolf Brehm (1927–2022) hervorgegangene, 1990 als Stiftung in Bad Arolsen in Zusammenwirken mit dem Landkreis Waldeck-Frankenberg eingerichtete Sammlung von Büchern, Urkunden, historischem Mobiliar und Antiquitäten. 
Sammlungsschwerpunkt sind die für Geschichte und Gegenwart des deutschen Kulturraums wesentlichen Druckwerke ab 1456. Der Bestand wird mit 40.000 Büchern vom ausgehenden Mittelalter bis ins 20. Jahrhundert angegeben. 
Die Bedeutung der Stiftung liegt nicht nur in ihrem Bestand und Wirken für den Kulturstandort Waldeck, sondern darin, dass sie den in Deutschland eher seltenen Typ einer öffentlich zugänglichen Privatsammlung vertritt.  
Die Bibliothek ist im Westflügel des Schlosses Arolsen untergebracht. Im selben Gebäude ist die historisch gewachsene Fürstlich Waldeckische Hofbibliothek.